# 胡台富
胡台富（1950年2月7日—2014年9月26日），出生於台灣台北縣永和鄉，籍貫浙江省，綽號「猴王」，是台灣黑社會組織竹聯幫資深成員、代理幫主，同時也是企業家、電影製作人。
胡台富在竹聯幫被視為是元老級成員，曾傳聞為角逐「么么」黃少岑之後的主流派新幫主人選，但是胡台富長年退居幕後低調鮮少公開露面，使得中新生代成員及堂口不熟識而無法取得全面認可，僅短暫性的責任性接班，而被視為代理幫主。晚年罹患癌症淡出竹聯幫核心，最終於2014年9月因肝癌病逝中國上海市。

## 經歷
胡台富中學時期加入臺北市中正區的學生幫派「螢橋幫」，早期竹聯幫與螢橋幫彼此曾經是敵對關係。1968年前後，胡台富因與竹聯幫成員「么么」黃少岑熟識，受「么么」引薦轉而投入竹聯幫旗下，並依輩份排行為「鵝」字輩，成為同是竹林聯盟時期的資深成員之一。
胡台富在竹聯幫內屬於武將角色，行事作風凶狠。曾在1977年5月30日，與同是竹聯幫成員的「么么」黃少岑、羅思齊等人，在臺北市中山區德惠街「新天地飲料店」殺死男子李福良，隨後遭臺北地方法院依連續傷人致死罪判刑入獄。出獄之後的胡台富行事趨於低調，並退居幕後鮮少參與黑幫的前線活動。
自1970年代後期開始至1980年代前期，胡台富開始投資電影製作，曾擔任製片、策劃、監製等幕後工作。參與同是竹聯幫成員王羽所主演的《大江南北》（1976）、《獨臂拳王勇戰楚門九子》（1976）等電影製作。
直至台灣電影產業沒落，並且歷經1984年「一清專案」及1990年「迅雷專案」掃黑之後，轉赴中國大陸投資電影業及電子業，逐步淡出台灣黑幫事務。
2004年9月，經由媒體披露，幫主「么么」黃少岑經由「鴨霸子」陳啟禮授意之下，在臺北市士林區至善路二段「青青農場」所舉辦的會議中，在「周霸子」周榕、「鍾馗」李宗奎等多位大老堂主的見證下，宣佈由「猴王」胡台富接任竹聯幫新幫主。隨後兩年胡台富為接班作準備，並且在周榕的支持下，陸續廣設金、銀、銅、鐵、金武、貔貅、麒麟等堂口，積極拓展自己勢力。但是胡台富不曾出席公開場合表明自己是新幫主，而「么么」黃少岑與「趙霸子」趙爾文兩大系統依舊被竹聯幫內外公認的幫主，因此胡台富接任新幫主一事無法被證實。
2007年10月，精神領袖「鴨霸子」陳啟禮病逝，並於11月運回臺灣舉辦告別式，「猴王」胡台富與幫內大老「鬼見愁」吳敦、「蜈蚣」吳功、「郎中」胡執中、「老鼠」何根成、「扣頭」劉振南、「小鬼」黃雲龍、「大川」程大川等人擔任陳啟禮的護靈八老之一，高調公開亮相而備受媒體關注。
同年12月，經媒體報導「猴王」為竹聯幫新幫主，使得警方依「治平專案」、「靖平專案」提報為蒐證監控對象，並且胡台富因涉及索取保護費而遭警方逮捕函送。
2014年9月26日，「猴王」胡台富於中國上海市因癌症病逝。同年10月1日，家屬迎回骨灰返台舉辦追思，並由竹聯幫幫主「么么」黃少岑親率80名竹聯幫成員前往松山機場接機。